# Enizemum stenocellum
Enizemum stenocellum är en stekelart som beskrevs av Ma, Wang och Wang 1992. Enizemum stenocellum ingår i släktet Enizemum och familjen brokparasitsteklar. Inga underarter finns listade i Catalogue of Life.